# Påtarpagölen
Påtarpagölen är en sjö i Eksjö kommun i Småland och ingår i Emåns huvudavrinningsområde.